# Putawat Prangthong
Putawat Prangthong (thailändisch ภูตะวัน ปรางทอง; * 21. Januar 2000 in Chonburi), auch als Ice bekannt, ist ein thailändischer Fußballspieler.

## Karriere
Putawat Prangthong erlernte das Fußballspielen in der Jugend des Erstligisten Chonburi FC sowie in der Universitätsmannschaft der Rajapruk University. Von Anfang 2020 bis Mitte 2021 stand er beim Samut Sakhon FC unter Vertrag. Der Verein aus Samut Sakhon spielte in der zweiten Liga des Landes, der Thai League 2. Sein Zweitligadebüt gab er am 6. Februar 2021 im Auswärtsspiel beim Navy FC. Hier stand er in der Startelf und spielte die kompletten 90 Minuten. Am Ende der Saison musste man als Tabellenletzter den Weg in die Drittklassigkeit antreten. Nach dem Abstieg verließ er den Verein und schloss sich im Sommer 2021 dem Drittligisten Nakhon Ratchasima United FC an. Mit dem Verein aus Nakhon Ratchasima spielte er 44-mal in der North/Eastern Region der Liga. Zu Beginn der Saison 2023/24 wechselte er im Sommer 2023 in die Eastern Region. Hier schloss er sich dem RBRU Chanthaburi United FC am. Nach einer Spielzeit, in der er acht Ligaspiele bestritt, wechselte er im Sommer 2024 zum Nonthaburi United FC. Mit dem Verein aus Nonthaburi spielte er sechsmal in der Western Region der Liga. BFB Pattaya City, ein Drittligist aus dem Seebad Pattaya, der in der Eastern Region spielt, nahm ihn im Dezember 2024 unter Vertrag. Hier stand er bis Saisonende unter Vertrag. Ende Juli 2025 wechselte er in die Western Region. Hier schloss er sich in Samut Sakhon dem Samut Sakhon City FC an.